# Йозеф Хохол
Йозеф Хохол (на чешки: Josef Chochol) е чешки архитект.

## Биография

### Ранни години
Роден е на 13 декември 1880 година в Писек, Австро-Унгария. Изучава архитектура в Чешкия технически университет в Прага (1908 – 1924), а после, под ръководството на Ото Вагнер в периода 1907 – 1909 г. – в академията във Виена.

### Професионално развитие
Хохол е един от тримата най-значими архитекти в стила кубизъм в Чехия, заедно с Павел Янак и Йозеф Гочар.
Трите здания, които той проектира през 1913 г. във Вишеград (част на Прага), се считат за шедьоври на този стил. През 1914 г. Хохол се отказва от кубизма и започва да работи в стил конструктивизъм.
Хохол участва активно и в политиката. Той е един от основателите на организацията Ляв фронт и на Асоциацията на социалистическите архитекти.
Умира на 6 юли 1956 година в Прага на 75-годишна възраст.

## Галерия
- Коваржовичова вила – дом в стил кубизъм във Вишеград, Прага, Чехия
- Вила в стил кубизъм на ул. „Либушина“ във Вишехрад, Прага, Чехия, 1912 – 13
- Дом в стил кубизъм на ул. „Некланова“ във Вишехрад, Прага, Чехия
- Тридомие в стил кубизъм на „Рашинови набжежи“ във Вишехрад, Прага, Чехия